# Laminorul
Laminorul Brăila este o companie din România specializată în producția de materiale feroase sub forme primare și semifabricate.
Acționarul majoritar este Donau Commodities SRL, care deține 73,13% din capitalul social.
Tubman (International) Limited deține 12,9% din capital, iar Autoritatea pentru Valorificarea Activelor Statului (AVAS) deține 0,84% din capital.
Donau Commodities are ca asociat unic societatea Donau Commodities Handels GmbH, înregistrată în Austria, având ca obiect de activitate comerțul cu ridicata al metalelor și minereurilor metalice.
Acțiunile companiei se tranzacționează la categoria de bază a pieței Rasdaq, secțiunea XMBS, sub simbolul LMRU.

## Scurt istoric
Compania a fost înființată în anul 1924 sub numele de Întreprinderile Metalurgice Dunărene Brăila care a avut ca profil inițial producerea de sârmă trefilată, cuie și balamale. În 1927 a început prima dezvoltare a uzinei prin realizarea unei secții de lanțuri și a unei secții de șuruburi și nituri. În 1931 a fost instalat un laminor pentru extinderea gamei de produse. În 1934, pe lângă produsele menționate anterior, se mai produceau profile rotunde, oțel lat, cornier cu aripi egale și inegale. După 1948 a început achiziționarea de utilaje din ce în ce mai moderne care au permis extinderea și mai mult a gamei de produse cum ar fi nipluri pentru radiatoare și plasă de sârmă. În același timp, uzina și-a modernizat transportul țaglelor de relaminare de la cuptoarele de încălzire la trenul continuu de laminare și transportul colacilor de sârmă de la vârtelnițe la platforma de răcire.
În paralel, în 1929 a luat ființă compania Industria Sârmei Brăila care avea ca profil producerea de profile laminate în bare și colaci precum și sârmă laminată în colaci. Cele două uzine au fuzionat în 1959 pentru a forma Laminorul Brăila. În 1967 ia ființă secția de lanțuri comerciale (singura cu acest profil din România); în 1969 laminorul nr. 2 de profile ușoare și mijlocii a fost amenajat și modernizat pentru laminarea profilelor din oțeluri aliate; în 1973 a fost dat în funcțiune un laminor de profile cu secțiuni speciale, respectiv laminorul nr. 3 realizat din utilaje disponibilizate. În anii 1974-1975 mașinile de fabricat cuie au fost parțial înlocuite cu mașini noi de mare productivitate.
În 1979 a fost pus în funcțiune laminorul de profile mijlocii nr. 4 care avea ca și profil de producție oțel rotund de 50-75 mm, oțel pătrat de 50-80 mm, oțel cornier cu aripi egale, oțel cornier cu aripi inegale, oțel U 10-U 16 mm, oțel I 12, I 14, I 16 mm, oțel hexagonal de 48, 52 și 57 mm. În același an s-a pus în funcțiune și trăgătoria de bare care producea profile rotunde, pătrate, hexagonale și late.
În 1986 a fost modernizat laminorul nr. 2 de profile ușoare și mijlocii, mărindu-se capacitatea de producție pentru profile din oțeluri și rulmenți.

## Privatizarea
Laminorul Brăila a fost cumpărată, în iulie 2006, de la AVAS, de către SC „Donau Commodities” SRL București, singura companie care a depus oferta de cumpărare, cu suma de 17,5 milioane de euro.
Din cele 17,5 milioane de euro cu care s-a încheiat tranzacția, 220 mii de euro reprezintă prețul pachetului de acțiuni, 10 milioane de euro investiții de dezvoltare, 6,5 milioane de euro capital de lucru și 780 de mii de euro investiții de mediu.
În anul 2010 compania Donau Commodities a fost cumpărată de grupul rus Mechel cu aproximativ 9,4 milioane de euro.
Pachetul de 68,80 la sută din capitalul social al SC „Laminorul” Brăila a fost vândut de către AVAS după cinci încercări de privatizare nereușite.

## Rezultate financiare
Cifra de afaceri:
- 2005: 20,8 milioane lei[1]
- 2006: 29,8 milioane lei (8,8 milioane euro)[1]
- 2007: 58,9 milioane de lei[5]

Venit net
- 2006: -10,2 milioane lei (peste 3 milioane euro) - pierdere
- 2007: 5,2 milioane de lei[5]